# جيسوس بورخا
جيسوس بورخا (بالإنجليزية: Jesus Borja)‏ هو محامي وسياسي أمريكي، ولد في 14 سبتمبر 1948 في سايبان في الولايات المتحدة. حزبياً، نشط في Democratic Party of the Northern Mariana Islands ‏ والحزب الديمقراطي.